# Венецианский остров
Венецианский остров (укр. Венеційський острів) — остров на Днепре, расположен напротив центральной части Киева, омывается с запада и юга основным руслом Днепра, с севера Венецианским проливом, с востока Русановским проливом; площадь 187,5 гектаров.
Связан с левым берегом Киева Русановским метромостом, с правым берегом Мостом Метро, с Долобецким островом — пешеходным венецианским мостом. Более южной частью острова проходит мост Патона, но он не имеет съездов на остров.
Название острова известно с конца XIX в. Связано с летним парком отдыха «Венеция» с рестораном «Новая Венеция», которые были открыты на острове в 1890.
Остров является мощным киевским рекреационным ресурсом — на острове расположен киевский гидропарк, как и в XIX в., рестораны, кафе и зоны отдыха. Через остров проходит красная линия метро и расположена станция метро «Гидропарк».

## История
Остров имеет искусственное происхождение. Ещё в середине XIX века территория будущего острова была участком левобережной поймы. На месте Русановской протоки существовала цепочка озёр.
В 1877 году в результате сильного наводнения на Днепре на месте цепочки озёр образовался современный пролив, и поэтому образовался новый остров.
Однако уже на протяжении 1882—1884 годов были построены плотины на Русановской и Венецианской протоках, и остров снова стал частью материка. После этих работ нынешний Венецианский остров был соединен дамбой с нынешним Долобецким островом.
В 1-й половине XX в. в результате наводнений и разрушений плотин снова образовался остров.
Начиная с 18 столетия здесь начали селиться люди, а с возведением в 1853 году цепного моста поселение получило название Предмостная слободка.
В конце 19 столетия на острове открыт парк отдыха «Венеция» с рестораном, эстрадой, театром и другими учреждениями. Позже «Венецию» переименовали в «Петровский парк», но второе имя надолго не прижилось.
В 1906 году к острову был проложен Русановский мост, а в 1915 году — новый Наводницкий мост. Оба моста были разрушены во время Великой Отечественной войны.
Во время Великой Отечественной войны, а именно при отступлении немецких оккупантов из Киева в октябре 1943 года, поселение было полностью сожжено.
После войны поселок было решено не восстанавливать, а уже в 1960-х годах, после открытия на острове в 1965 году станции метро, была обустроена зона отдыха с пляжами и спортивными площадками — киевский гидропарк.
О частой смене характеров проливов и о том, что в разные времена Венецианский остров был то островом, то частью материка, сегодня напоминают несколько озёр на острове.